# Schwarzwälder Blutwoche
Die Schwarzwälder Blutwoche war ein Massaker an Angehörigen der französischen Widerstandsgruppe Réseau Alliance durch die Gestapo, das vom 23. bis zum 30. November 1944 erfolgte. Dem Massaker fielen 70 Menschen zum Opfer.

## Hintergrund
Nach der Landung in der Normandie am 6. Juni 1944 kämpften sich die Alliierten durch Frankreich nach Straßburg vor. Dies führte bei der Gestapo im besetzten Straßburg zu hektischem Handeln. 107 Mitglieder der Widerstandsgruppe Réseau Alliance, gegen die die Gestapo in Straßburg federführend vorgegangen war, befanden sich zu diesem Zeitpunkt im Sicherungslager Schirmeck-Vorbruck, weitere Mitglieder waren auf sieben Gefängnisse in Baden verteilt. Als sich die feindlichen Truppen näherten, gab der Gestapo-Chef Helmut Schlierbach den Befehl zur Hinrichtung aller Gefangenen. Julius Gehrum, Leiter der Sektion III, überbrachte den Befehl persönlich an den Lagerkommandanten Karl Buck. In der Nacht vom 1. auf den 2. September wurden die 107 Häftlinge ins KZ Natzweiler-Struthof gebracht, wo sie erschossen wurden. Am 23. November 1944 befreiten die Alliierten Truppen das Lager, fanden aber nur noch wenige Gefangene vor. Am gleichen Tag erreichten die Alliierten auch Straßburg.

## Das Massaker

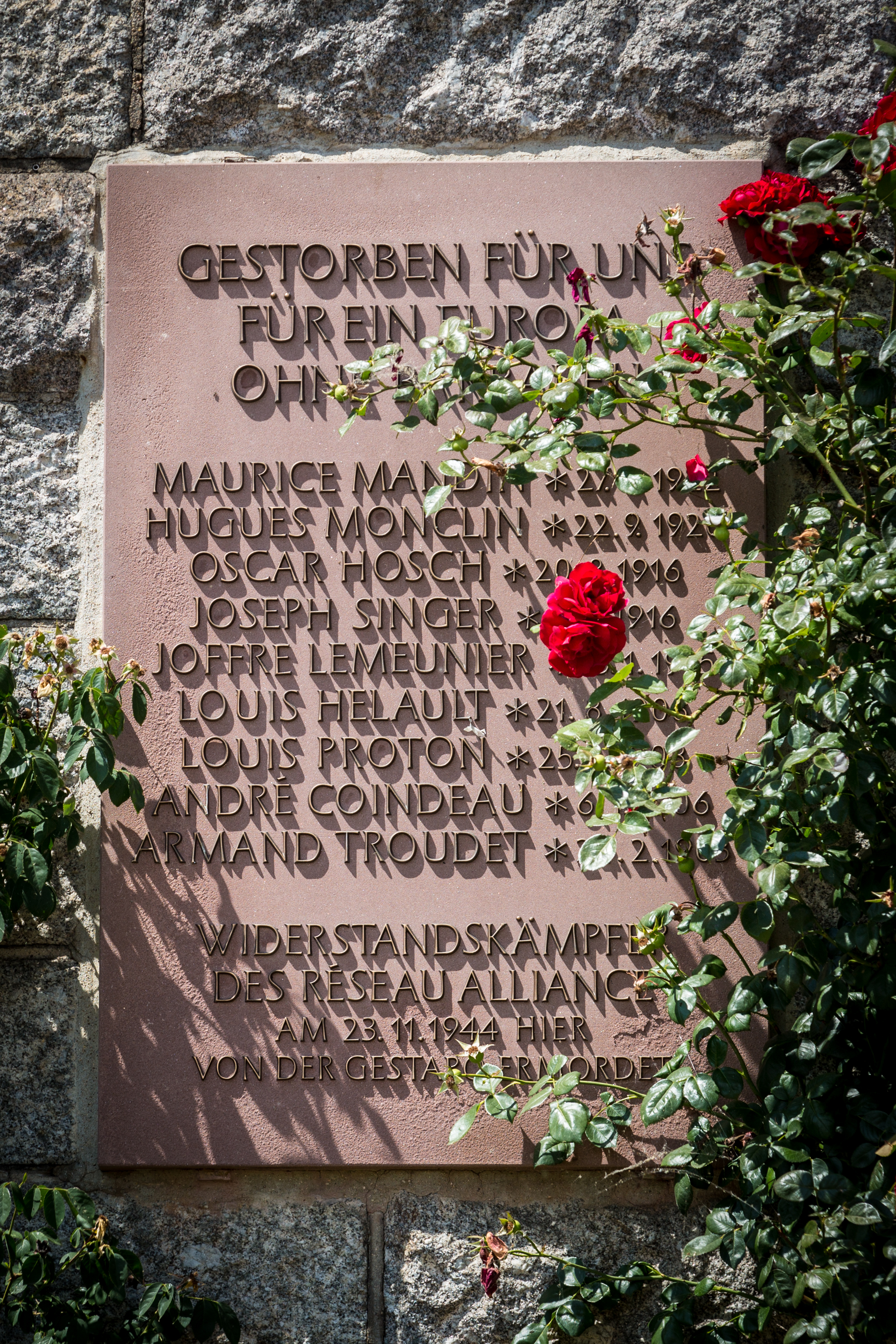
Gedenktafel in Kehl für die neun dort erschossenen Widerstandskämpfer

Während die meisten Deutschen aus Straßburg und dem benachbarten Umland geflohen waren, begannen Buck und Gehrum den letzten Befehl von Schlierbach umzusetzen, alle verbliebenen Mitglieder der Widerstandsgruppe zu ermorden. In der Woche vom 23. bis zum 30. November bereisten sie die sieben Gefängnisse und gaben dort den Befehl zur Ermordung. Im Folgenden werden die einzelnen Ort chronologisch aufgeführt.

### Kehl am 23. November
Erste Station war Kehl, der Ort, an dem Gehrum als Gestapo-Chef wirkte, bevor er nach Straßburg entsandt wurde. Gehrum und seine beiden Helfer Reinhard Brunner und Erwin Schöner besuchten das Gefängnis in Kehl, wo sie insgesamt neun Mitglieder der Réseau Alliance zum Rheinufer bringen ließen und dort eigenhändig erschossen. Die nackten Leichen warfen sie anschließend in den Rhein.
Die Opfer waren Maurice Mandin, Hugues Moulin, Oscar Hosch, Joseph Singer, Joffre Lemeunier, Louis Helault, Eugen Proton, André Coindeau und Armand Troudet.

### Rastatt-Plittersdorf am 24. November
Gehrum, Brunner, Schöner und Buchner erschossen zwölf Gefangene in der Nähe einer Holzbrücke in Plittersdorf. Bei den Opfern handelte es sich um René Trébouté, Robert Frumin, Jean Sabatier, Jean Ethevenard, Charles Fredin, Maurice Rivet, André Chanson, Daniel Bourgey, André Rérolle, Léon Mury, Étienne Pelletier und Jean Perrache.

### Offenburg am 27. November
Am 27. November besuchten Gehrum, Brunner, Erwin Irion, Jean Rowoldt und Buchner das Gefängnis in Offenburg, in dem ohne Gerichtsverfahren seit 1943 die vier Frauen Henriette Amable, Lucienne Barnet, Marie-Thérèse Mengel und Simone Pauchard inhaftiert waren. Die fünf Männer brachten die Frauen in den Bohlsbacher Wald, wo sie erschossen und verscharrt wurden. Die vier Leichen wurden erst im Dezember 1945 gefunden und zunächst auf dem Friedhof in Offenburg bestattet, bis sie später in ihre Heimat überführt wurden.

### Freiburg am 28. November
Einen Tag vorher wurde Freiburg im Breisgau durch Bombenangriffe im Rahmen der Operation Tigerfish fast vollständig zerstört. Gehrum, Buchner, Brunner, Irion und Rowoldt gelang es jedoch dennoch, der Réseau-Alliance-Mitglieder Édouard Kauffmann, Emile Pradelle und Jean Lordey habhaft zu werden. Alle drei waren vorher von einem Gericht zum Tode verurteilt worden. Die Männer wurden in einem Bombenloch durch Genickschuss hingerichtet. Kauffmann war eines der bekanntesten Mitglieder der Alliance und war bis zu seiner Verhaftung Regionschef der Süd-West-Sektoren gewesen. Vorher war er Oberstleutnant bei den französischen Luftstreitkräften gewesen.

### Bühl am 29. November
Am Morgen des 29. Novembers wurden die acht Widerstandskämpfer Jean Barnet, Edgard Joblot, Gabriel Moncel, Raymond Pader, Francois Robe, Roger Rougeot, Francis Roux und Jean Serruau mit einem Mannschaftswagen der Feuerwehr unter Bewachung durch SS-Männer vom Gefängnis in Bühl nach Greffern gebracht. Von dort aus trieben Gehrum, Brunner, Irion und Rowoldt die Gefangenen unter Schlägen auf ein Boot. Auf einer Rheininsel wurden die acht Männer durch Genickschüsse getötet und anschließend in den Rhein geworfen.

### Gaggenau am 30. November

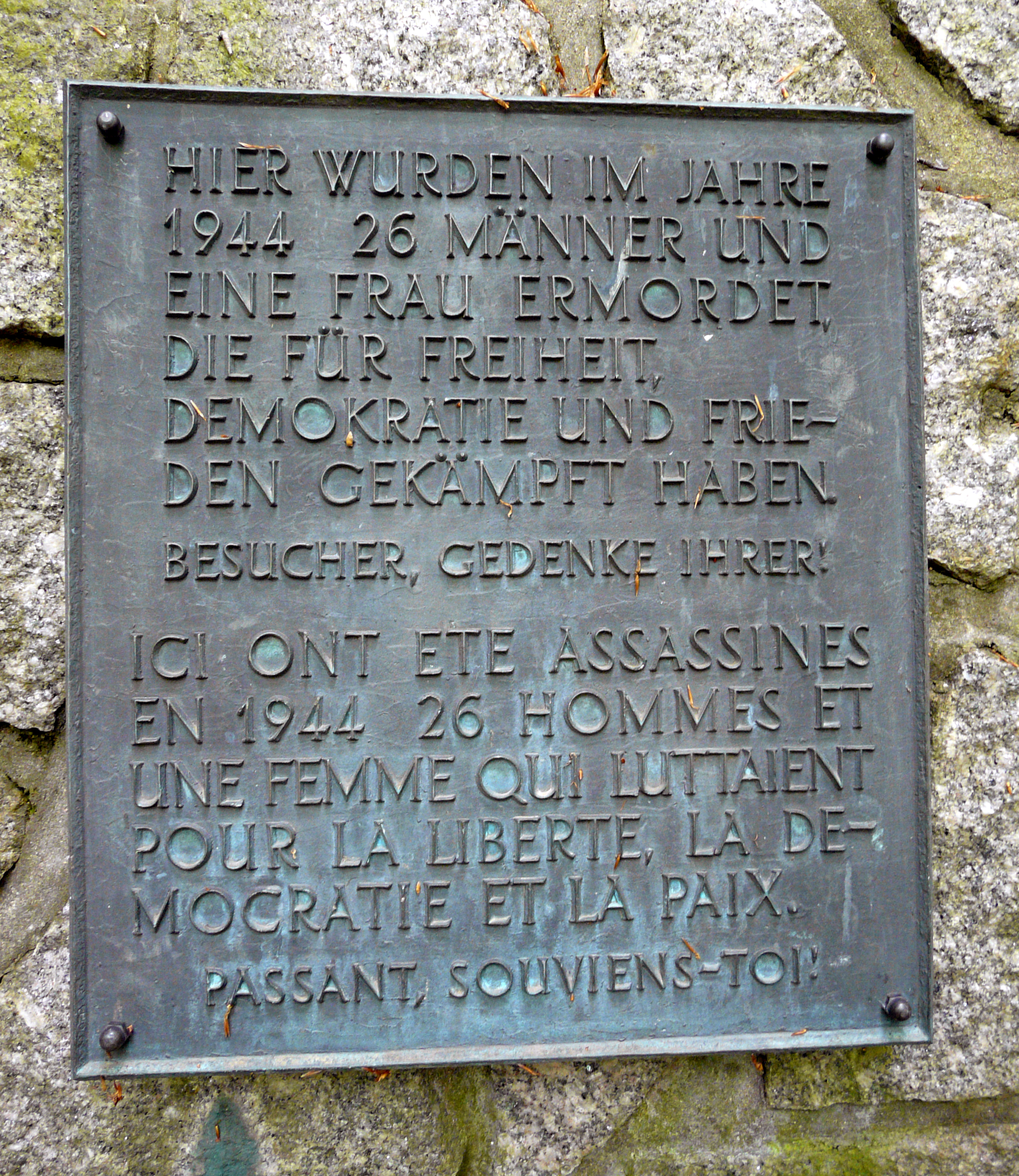
Gedenktafel am Erlich-Mahnmal

Im Sicherungslager Rotenfels befanden sich neun Personen der Widerstandsgruppe. Dabei handelte es sich um Joseph Bordes, André Joriot, André Sousssotte, Robert Gontier, Martin Sabarots, Jean-Henri Durand, Pierre Audevie, Sigismond Damm und Arnold Gartner. Den Befehl zur Exekution gab Lagerleiter Karl Buck selbst an Oberleutnant Karl Nußberger, Zugwachtmeister Bernhard Ulrich und Oberwachtmeister Heinrich Neuschwinger weiter. Diese fuhren die neun Gefangenen mit einem LKW in den Erlichwald von Gaggenau, wo sie die neun Männer erschossen und in einem Bombentrichter begruben.

### Pforzheim am 30. November

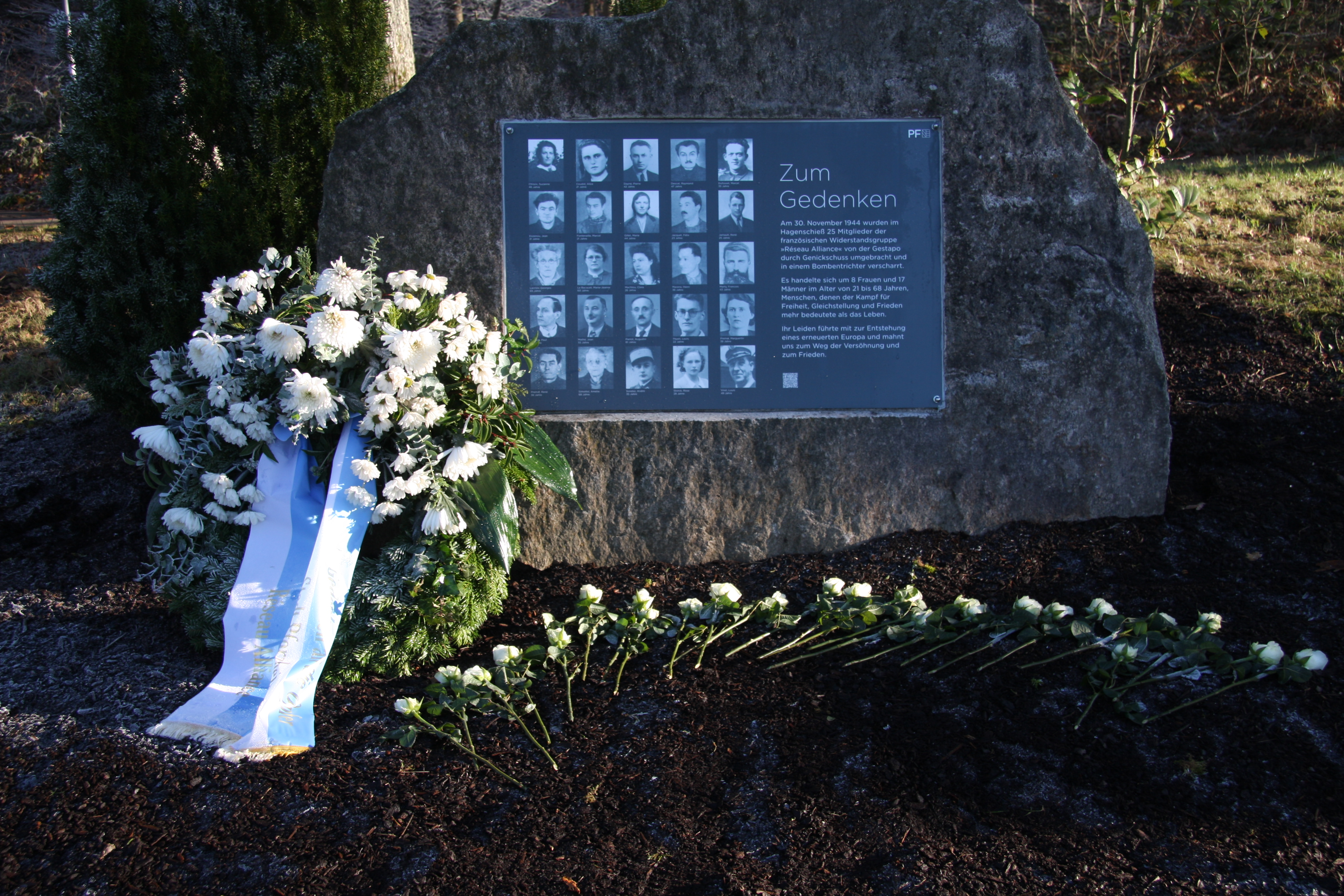
Gedenkstein am Wildpark in Pforzheim

Letzte Station der Blutwoche war Pforzheim. Gleichzeitig handelte es sich auch um das schlimmste Verbrechen. Acht Frauen und 17 Männer wurden nicht nur erschossen, sondern vorher auch noch gefoltert und schwer misshandelt. An acht Personen ließen sich Folterspuren nachweisen, unter anderem zerschmetterte Kiefer und herausgerissene Augen. Die Grausamkeiten wurden von Gehrum, Rowoldt, Irion, Buchner und Brunner begangen, die die Gefangenen unter dem Vorwand einer angeblichen Entlassung aus dem Gefängnis in den nahe gelegenen Hagenschießwald brachten. Dort folterten und erschossen sie Suzanne Chireix, Alice Coudol, Pierre Dayné, Raymond Descat, Marcel Dufosset, Jean Eozenou, Marcel Fontenaille, Marie Gillet, Félix Jacquet, René Jamault, Georges Lacroix, Marie-Jeanne Le Bacquet, Clara Matchou, Henry Marano, Francois Marty, Paul Masson, Jean Mathé, Augustin Parrot, Louis payen, Marguerite Premel, René Premel, Amélie Simottel, André Sondaz, Rosa Storck und Louis Viret. Yolande Lagrave, die sich im gleichen Gefängnis wie die anderen 25 Personen befand, wurde verschont, da sie auf Anweisung der Gestapo-Schergen im Gefängnis bleiben durfte.
Die Opfer des Massakers wurden zunächst auf dem Hauptfriedhof von Pforzheim beigesetzt, später jedoch in ihre Heimatgemeinden überführt.

## Juristische Auseinandersetzung
Nach dem Ende des Zweiten Weltkriegs hatten sich die meisten Haupttäter abgesetzt und befanden sich auf der Flucht. Nach und nach wurden sie jedoch verhaftet und von der französischen Besatzungsmacht interniert. Der erste Prozess erfolgte am 23. April 1946 gegen Gauleiter Robert Wagner, der sich am 29. Juli 1945 den Behörden stellte. Julius Gehrum, der am 5. November 1945 verhaftet wurde, sagte in dem Prozess als Zeuge aus. Wagner versuchte seine Schuld an der Ermordung auf Polizeichef Erich Isselhorst zu schieben. Auch Gehrum, der vor dem Gericht seine Taten beschrieb, schob die Schuld auf Isselhorst. Das Gericht folgte den Aussagen nicht und verurteilte Wagner sowie drei weitere Angeklagte zum Tode. Die vier Angeklagten wurden am 14. August 1946 in Fort Ney nördlich von Straßburg hingerichtet.
Gehrum wurde am 13. Mai 1947 zusammen mit Reinhard Brunner, Hermann Darmstätter, Wilhelm Koch, Rudolf Peters, Paul Stasik, Gertrude Schulz, Fritz Fischer, Karl Fischer, Erwin Irion, Ernst Maier, Hans Orstadt, Christian Sachs, Schlude, Hermann Schulz, Specht, Heinrich Hilser, Hans Wolters, Erwin Schöner, Erich Isselhorst, Buchner und Jean Rowoldt angeklagt, wobei lediglich die sieben Erstgenannten anwesend waren. Gegen den Rest wurde in Abwesenheit verhandelt. Am 17. Mai erfolgte die Urteilsverkündung: Gehrum, Stasik und Brunner wurden zum Tode verurteilt. Die Hinrichtung wurde am 10. November 1947 in Straßburg vollzogen. Peters und Koch wurden zu 20 Jahren Zwangsarbeit verurteilt, und Darmstätter zu zehn Jahren Haft. Daneben erfolgten sieben Todesurteile und langjährige Haftstrafen für die Abwesenden.
Isselhorst erhielt in einem weiteren Verfahren am 23. Juli 1947 ebenfalls die Todesstrafe und wurde am 23. Februar 1948 in Straßburg erschossen. Helmut Schlierbach erhielt lediglich zehn Jahre Zuchthaus und wurde bereits 1952 wieder aus der Haft entlassen. Er wurde sogar als Spätheimkehrer anerkannt. Zwar wurde er in einem Verfahren 1954 in Metz in Abwesenheit zum Tode verurteilt, jedoch von der Bundesrepublik nicht ausgeliefert. Weiteren Ermittlungen entkam er durch die Behauptung, sich an nichts mehr erinnern zu können. Er blieb bis zu seinem Tode 2005 unbehelligt.
Nußberger, Ostertag, Ulrich und Neuschwanger, die Täter von Gaggenau, mussten sich im Gaggenau-Prozess vor einem britischen Militärgericht in Wuppertal vom 6. bis 10. Mai 1946 für am 25. November 1944 begangene Morde im Ehrlichwald verantworten. Alle vier wurden zum Tode verurteilt. Das Todesurteil gegen Neuschwanger wurde am 26. September 1946 vollstreckt. Die drei weiteren Angeklagten wurden an die französische Besatzungsmacht ausgeliefert. Auch hier erhielten alle drei die Todesstrafe, die jedoch nur an Bernhard Ulrich vollzogen wurde. Die beiden anderen Urteile wurden später in eine zwanzigjährige Haftstrafe umgewandelt.